# Wassiltschikow (Adelsgeschlecht)

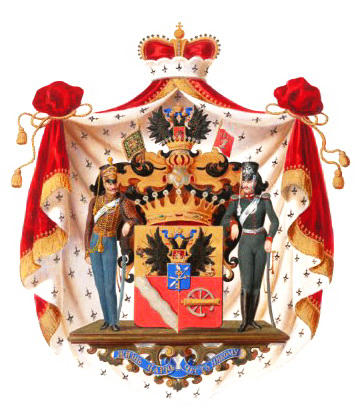
Fürstliche Wappen der Adelsfamilie Wassiltschikow (1807)

Wassiltschikow (russisch: Васильчиковы) ist der Familienname eines alten russischen Adelsgeschlechts. Der russische Urahn und Stammvater dieses Geschlechts ist Indris und geht auf das Jahr 1353 zurück. Das spätere Fürstengeschlecht entwickelte sich zu einer großen und einflussreichen Dynastie in Russland, es stellte herausragende Persönlichkeiten in der Politik, dem Militär und der Wissenschaft.

## Geschichte
Der vermutlich aus dem Raum des Großfürstentums Litauens stammende Indris wurde erstmals 1353 urkundlich, gemeinsam mit seinen Söhnen Konstantin und Fjodor, sowie einer bewaffneten Streitmacht von 3000 Mann erwähnt, er hatte sich im ehemaligen Fürstentum Tschernigow angesiedelt. Er gilt auch als Stammvater der Geschlechter Tolstoi, Durnowo, Fedzow, Danilow, Tuchatschewski und Moltschanow. Einem aus dem Jahre 1686 folgendem Stammbaum, welchen die Tuchatschewskis geführt hatten, wird Indris auch als „Graf Mons“ betitelt. Die Wassiltschikows gehörten der griechisch-katholischen Kirche an und blieben ständig diesem Glaubensbekenntnis treu.
Der Enkel von Konstantin, Andrei Charitonowitsch genannt „Tolstoi“ übersiedelte im 15. Jahrhundert nach Moskau und lebte bei dem Großfürsten Wassili Wassiljewitsch dem Blinden (1425–1462), der ihn mit dem Spitznamen Tolstoi (russisch: „dick“, in etwa „Dicker“) betitelt haben soll. Von Andrei stammte dann auch die moskowitische Linie, die sich als „Wassiltschikow“ bezeichnete. Aus ihrem Geschlecht, den späteren Wassiltschikows, übernahmen viele hohe Ämter am Hof des Zaren.
In der 12. Generation, zwischen 1723 und 1737, teilte sich das Geschlecht in drei Linien auf. Die Erste Linie wurde von Semjon Grigorjewitsch angeführt, ihm folgten Alexander Semjonowitsch Wassiltschikow (1746–1813), Wassili Semjonowitsch (1743–1808) und Iwan Semjonowitsch. Die Zweite Linie stammte von Nikolai Grigorjewitsch, die jedoch relativ unauffällig blieb. Die jüngste und Dritte Linie wurde von Alexei Grigorjewitsch († 1762) angeführt, aus ihr stammten mehrere bekannte russische Generale und das später Fürstengeschlecht.

### Adelsstand
Aus der 3. Linie stammten, nach Alexei Grigorjewitsch, dessen Sohn Wassili Alexejewitsch (1754–1830) und dann Illarion Wassiljewitsch Wassiltschikow ab. Illarion wurde von Zar Nikolaus I. von Russland (1796–1855) durch den Ukas vom 7. Januar 1831 in den russischen Grafenstand erhoben, mit einem weiteren Ukas vom 1. Januar 1839 wurde er nebst seinen Nachkommen in den russischen Fürstenstand erhoben. Es folgten die Eintragungen in die Gouvernementsregister des Adels von Sankt Petersburg, Moskau, Tula, Kowno, Jaroslawl, Nowgorod, Pskow,  Tschernigow, Rjasan, Orjol, Saratow,  Smolensk und Wladimir. In die Adelsmatrikel der Estländischen Ritterschaft, der Livländischen Ritterschaft und der Kurländischen Ritterschaft wurde Fürst Illarion Wassiltschikow zwischen 1839 und 1840 eingetragen. Obwohl keiner der Dynastiemitglieder in den Ostseegouvernements ansässig war, gehörten sie somit der Baltischen Ritterschaften an.

## Bekannte Frauen
Anna Grigorjewna Wassiltschikow (russisch: А́нна Григорье́вна Васильчико́ва), die 1576 als Nonne Darja verstarb, war seit 1575 für knapp ein Jahr, die 5. Ehefrau des Zaren Iwan IV. Marie Wassiltschikow erlangte mit ihrem Buch „Die Berliner Tagebücher der Marie "Missie" Wassiltschikow 1940–1945“ großes Ansehen. „Die in St. Petersburg geborene Fürstin Marie Wassiltschikow verbrachte ihre Kindheit und Jugend in Deutschland, Frankreich und Litauen. In ihren Tagebüchern aus den Jahren 1940 bis 1945 schildert sie das Leben in der Reichshauptstadt Berlin“.

## Persönlichkeiten

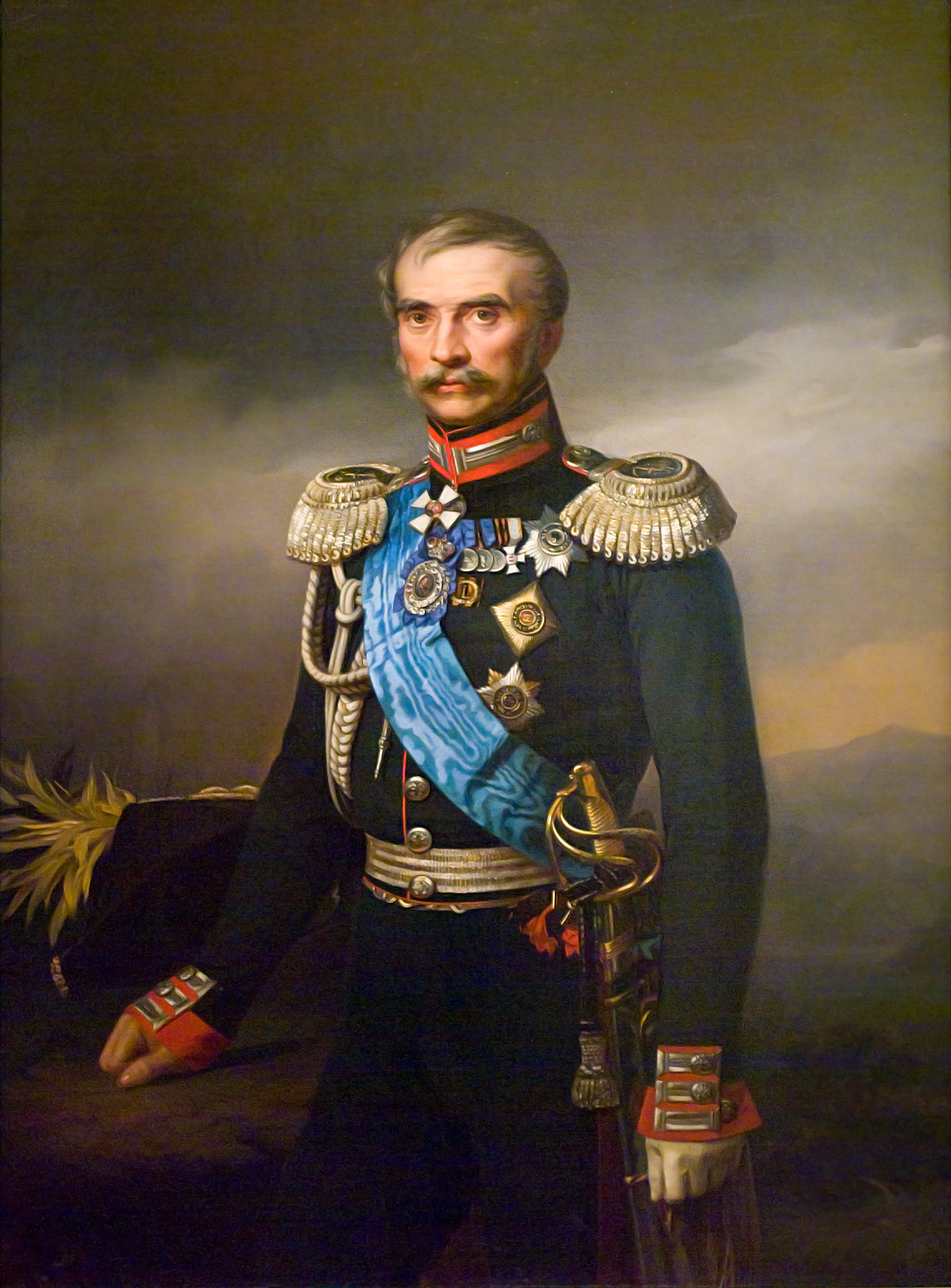
Illarion Wassiljewitsch Wassiltschikow
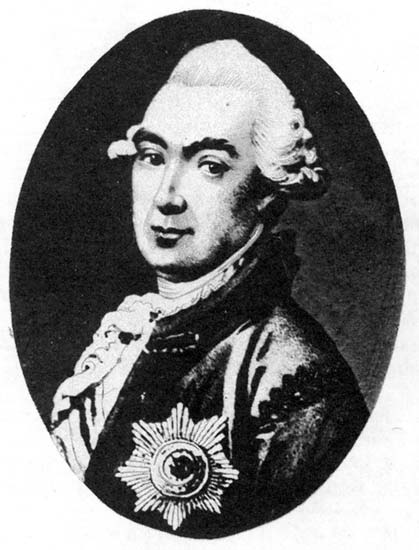
Alexander Semjonowitsch Wassiltschikow
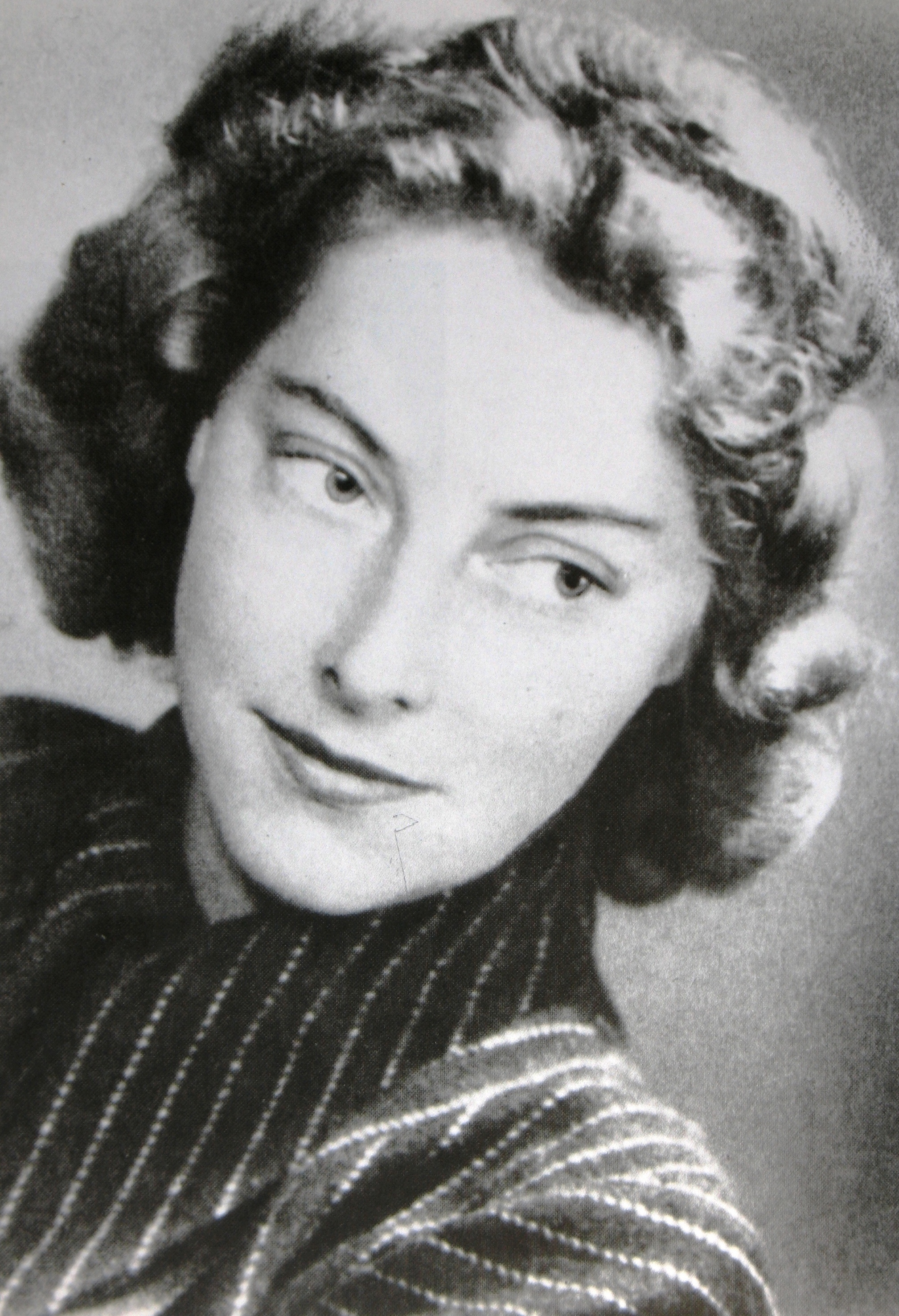
Marie Wassiltschikow

## Generäle in der Kaiserlich-russischen Armee
- Illarion Wassiljewitsch Wassiltschikow (1776–1847); 1823 General der Kavallerie
- Illarion Illarionowitsch Wassiltschikow (1805–1862); 1846 Generalmajor, 1858 Generalleutnant
- Sergei Illarionowitsch Wassiltschikow (1822–1859); Flügeladjutant und Generalmajor
- Sergei Illarionowitsch Wassiltschikow (1849–1926); General der Kavallerie
- Viktor Illarionowitsch Wassiltschikow (1820–1878); Generalleutnant, Generaladjutant seiner Majestät

(Quelle:)

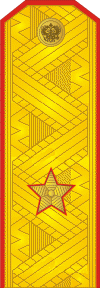
Generalmajor
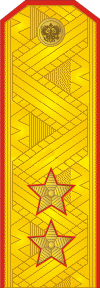
Generalleutnant
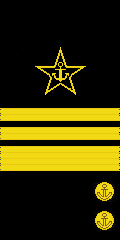
Vizeadmiral

## Besitzungen

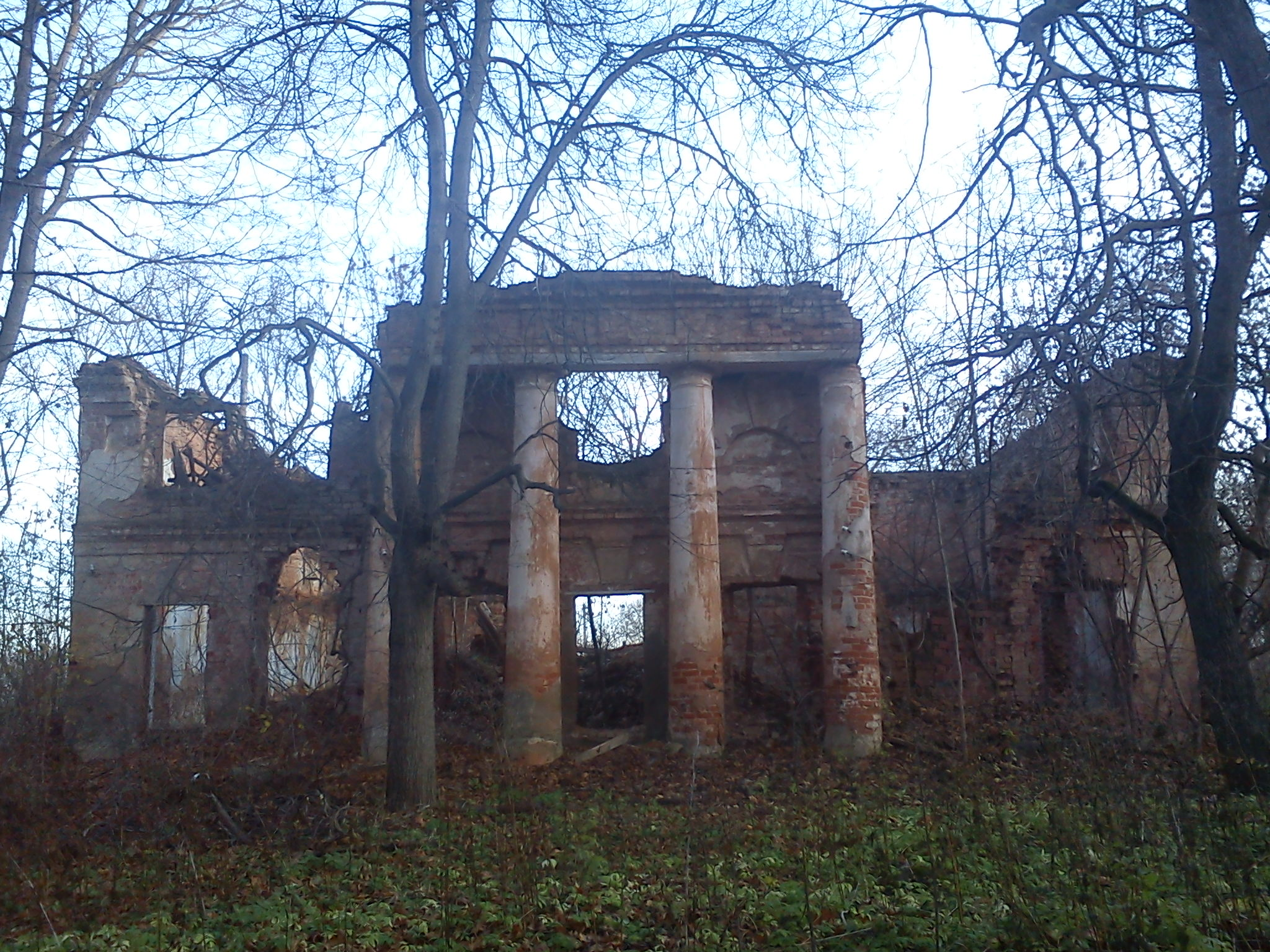
Das ehemalige Herrenhaus der Familie Wassiltschikow

In Wybiti steht die Ruine des Herrenhauses mit einem Park sowie mehrere andere Bauwerke, die früher im Besitz der Adelsfamilie Wassiltschikow waren. Der Gutskomplex steht seit 1975 unter Denkmalschutz. Im Stadtgebiet von Tschechow liegt das Gut Satschatjewskoje (Зачатьевское), welches einst den Wassiltschikows gehörte.

## Wappen
Das Stammwappen ist eingetragen im XI. Teil des Allgemeinen Wappenbuchs des altrussischen Reiches. Neben dem Stammwappen gehört noch das gräfliche Wappen, die vom Urstamm erwachsenen Fürstenfamilien, wie zum Beispiel Tolstoi, führen ähnliche Wappen.

Familienwappen der Fürsten Tolstoi
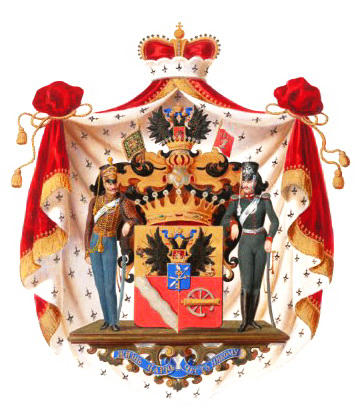
Fürstliche Wappen der Adelsfamilie Wassiltschikow (1807)

### Stammwappen
Das Stammwappen der Wassiltschikows zeigt ein azurblaues Schild mit einem horizontal gelegten goldenen Säbel. Ein silberner  Pfeil mit der Spitze nach oben zur linken Ecke ist in den Ring eines goldenen Schlüssels eingefädelt. Zur rechten Ecke des Schildes erstreckt sich ein silberner vom Schlüsselring ausgestreckter Flug.

### Fürstliches Wappen
Im großen fürstlichen Wappen befindet sich mittig das Stammwappen. Es ist horizontal in zwei Hälften geteilt, im oberen goldenen Teil ist der doppelköpfige, mit drei Kronen gekrönte, kaiserlich-russische Schwarzadler. Dieser hält in seinem rechten Fuß das Zepter und im linken Fuß den Reichsapfel. Auf der Brust des Adlers ist mittig das Wappen von Moskau. Die untere Hälfte ist senkrecht in zwei Teile geteilt, die beide ein rotes Feld haben. Im ersten Teil, von der oberen rechten bis zur unteren linken Ecke, wird ein silberner Fluss platziert, und im zweiten Teil – auf einem zerbrochenen silbernen Rad, wird ein goldenes Kanonenrohr mit einer Mündung nach links dargestellt. Das Wappenschild ist mit einem edlen Helm mit der Krone des Grafen gekrönt, um die Erhebung des edlen Zweigs des Familiennamens an erster Stelle in der Grafenwürde anzuzeigen. Über der Grafenkrone ein aufkommender schwarzer Reichsadler mit Kronen, einem Zepter und einem Reichsapfel. Auf dessen Brust befindet sich das Moskauer Wappen befindet. Auf der rechten Seite des Adlers ist die Standarte des Akhtyr-Husarenregiments abgebildet, und auf der linken Seite ist ein rotes Abzeichen mit einer silbernen Lilie aus dem Jahr 1814 abgebildet, um mit General Illarion Wassiljewitsch Wassiltschikow an das Regiment in Versailles zu erinnern. Die Schildhalter sind rechts der Husar des Achtyrer-Regiments, links der Grenadier in der Uniform des von ihm in Frankreich gebildeten Regiments. Ein Spruchband mit dem Wahlspruch: „DAS LEBEN DEM ZAREN, DES KÖNIGS, DIE EHRE NIEMANDEM“ ist unterhalb des Schildes platziert. Das Wappen ist mit einem Fürstenmantel und einem Fürstenhut bedeckt.

## Stammtafel
Grigori Wassiltschikow (um 1555)
- Lukian (Lucian) Wassiltschikow (1592–1650)
  - Simjon Lukianowitsch Wassiltschikow (* 1640)
  - Grigori Semjonowitsch Wassiltschikow (* 1663), danach folgte die Teilung in drei Linien

### 1. Linie
- Semjon Grigorjewitsch Wassiltschikow (1. Linie, um 1671–1725)
  - Iwan Semjonowitsch Wassiltschikow (um 1708–1765)
    - Alexander Iwanowitsch Wassiltschikow (1739–1799)
      - Nikolai Alexandrowitsch Wassiltschikow (1799–1864), Dekrabist

  - Alexander Semjonowitsch Wassiltschikow (1746–1813)[10] (1746–1813) war einer der Favoriten und Liebhaber der russischen Zarin Katharina d. Großen (1729–1796).
  - Wassili Semjonowitsch Wassiltschikow (1743–1808), Kammerherr
    - Alexei Wassiljewitsch Wassiltschikow (1776–1854), russischer Senator
      - Alexander Alexejewitsch Wassiltschikow (1832–1890), Direktor der Eremitage St. Petersburg

### 2. Linie
- Nikolai Semjonowitsch Wassiltschikow (2. Linie, um 1668–1727)
  - Iwan Nikolajewitsch Wassiltschikow (um 1727–1787)
    - Nikolai Iwanowitsch Wassiltschikow (1792–1855), russischer Generalmajor

### 3. Linie
- Alexei Grigorjewitsch Wassiltschikow (3. Linie)
  - Wassili Alexejewitsch Wassiltschikow (1754–1830), russischer Brigadegeneral
    - Illarion (Hilarion) Wassiljewitsch Wassiltschikow, Graf und Fürst (Fürstliche Linie)
    - Dimitri Wassiljewitsch Wassiltschikow (1778–1859), russischer General der Kavallerie, Staatsrat
    - Nikolai Wassiljewitsch Wassiltschikow (1781–1849), russischer Generalmajor, Staatsrat und Gouverneur

## Fürstliche Stammtafel
Illarion Wassiljewitsch Wassiltschikow, seit dem 6. Juli 1831 Graf, seit dem 1. Januar 1839 Fürst (1776–1847), Generaladjutant seiner Majestät, General der Kavallerie, Generalinspekteur der Kavallerie ⚭ 1. Ehe: Vera Gräfin Protassow (1780–1814); 2. Ehe: Tatjana Paschkow (1793–1875 in Sankt Petersburg), Tochter des Wassili Alexandrowitsch Tolstoi (1759–1834)
- Fürst Illarion Illarionowitsch Wassiltschikow (1805–1862), Generaladjutant seiner Majestät, Generalgouverneur in Kiew ⚭ Katharina Fürstin Schtscherbatow (1828–1869)
  - Fürst Sergei Illarionowitsch Wassiltschikow, (* 1849 in Kiew; † 1926 in Versailles). Generaladjutant, General der Kavallerie ⚭ Marie Issakow (* 1853 in Sankt Petersburg; † 1922 in Baden-Baden)
    - Fürst Illarion Sergejewitsch Wassiltschikow (* 1881 in Sankt Petersburg), Kammerherr, Adelsmarschall, Mitglied der Reichsduma ⚭ Lidia Leonidowna Fürstin Wjasemski (* 1886)
      - Fürst Alexander Illarionowitsch Wassiltschikow (* 1912 in Sankt Petersburg; † 1939 in Lausanne)
      - Fürst Georg Illarionowitsch Wassiltschikow (* 1919 in Beaulieu-sur-Mer)

    - Fürst Nikolai Sergejewitsch Wassiltschikow (* 1883 in Sankt Petersburg; † 1927 in Versailles), Kammerjunker und Titularrat
- Fürst Alexander Illarionowitsch Wassiltschikow (1818–1881), Kammerherr, Zeremonienmeister, Adelsmarschall in Nowgerod und Gouverneur in Nowgerod ⚭ Eugenie Senjawin (* 1829; † 1862 in Dresden)
  - Fürst Boris Alexandrowitsch Wassiltschikow (* 1860; † 1931 in Menton), Hof-Stallmeister,  Reichsrat, Adelsmarschall, Gouverneur in Pskow, Ehrenbürger der Stadt Staraja Russa ⚭ Sophie Fürstin Meschtscherski (* 1867; † 1942 in Paris)
- Fürst Wiktor Illarionowitsch Wassiltschikow (1820–1878), Generaladjutant seiner Majestät, Generalleutnant und Chef des Stabes
- Fürst Sergei Illarionowitsch Wassiltschikow (1822–1859), Oberst
- Fürst Wassili Illarionowitsch Wassiltschikow (1826–1867), Oberstleutnant